# Patricia Mainardi
Patricia Madelena „Pat“ Mainardi (* 10. November 1942) ist eine US-amerikanische Kunsthistorikerin und frühere radikalfeministische Aktivistin.

## Leben
Mainardi wurde laut Angabe der Library of Congress am 10. November 1942 geboren; alternativ existiert auch 1936 als Angabe für ihr Geburtsjahr. Ende der 1960er Jahre kam sie in New York City in Kontakt mit den radikalfeministischen Kreisen der sich gerade bildenden zweiten Frauenbewegung. Zunächst war sie Mitglied der von 1967 bis 1969 bestehenden Organisation New York Radical Women, bevor sie ab 1969 zu den frühesten Mitgliedern der von Ellen Willis und Shulamith Firestone initiierten Gruppe Redstockings gehörte, die sich gegründet hatte, um den radikalfeministischen Aktivismus weiter zu forcieren. Mainardi war eine ausgesprochene Befürworterin des Konzeptes der Consciousness-Raising-Gruppen, in denen private Probleme von Frauen im Lichte gesellschaftlich-politischer Machtstrukturen analysiert wurden und so der Bedarf für feministischen Aktivismus herausgearbeitet wurde. Im Gegensatz zu vielen anderen Radikalfeministinnen lehnte Mainardi alternative Lebensstile und die freie Liebe ab, da diese nicht den Status der Frau verbessern würden. Stattdessen argumentierte sie für die Vorteile der Institution der Ehe, die „Liebe, Sicherheit, Kameradschaft, Respekt und eine langfristige Beziehung“ für beide Geschlechter ermögliche. Das eigentliche Problem für die systematische Benachteiligung der Frau erkannte sie dementsprechend in den aktuellen Strukturen der Ehe, in denen der Mann eine „Vormachtstellung“ genieße.
1970 legte Mainardi ihre Sichtweise in einem von Redstockings publizierten Essay mit dem Titel The Politics of Housework dar, in dem sie beschrieb, wie die traditionellen Vorstellungen über Geschlechterrollen in Bezug auf die familiäre Haushaltsführung Teil der patriarchalen Machtstrukturen seien. Letztendlich schlug sie eine gerechtere Arbeitsverteilung im Haushalt vor, um so die Institution der Ehe vom Patriarchat zu befreien. Später zeigte sich Hanisch selbstkritisch, dass die auch von ihr vertretene schematische Darstellung aller Männer als kollektiv übermächtig und aller Frauen als kollektiv machtlos kontraproduktiv für die feministische Debatte und die Verbesserung der gesellschaftlichen Position der Frau gewesen sein könnte. Ende 1970 verließ Mainardi die zu diesem Zeitpunkt auseinanderfallende Organisation Redstockings und wandte sich verstärkt der Kunstwelt zu. Gemeinsam mit Irene Peslikis gründete sie zunächst eine feministische Künstlergruppe namens Red Stocking Artists, später gab sie die wissenschaftliche Fachzeitschrift Women and Art heraus. Gemeinsam mit Kathie Sarachild, Carol Hanisch, Barbara Leon und Colette Price belebte sie im Dezember 1973 Redstockings als radikfeministische Aktivistengruppe wieder, da nach der Meinung der Aktivistinnen der feministische Aktivismus in Form und Inhalt „verwässert“ geworden sei. Hanisch kritisierte vor allem den Einfluss politisch linker und lesbischer Aktivistinnen auf die Frauenbewegung, die beide die Frauenbewegung nur als Mittel zum Zweck für die Verwirklichung eigener Ziele betrachten würden und so die Bewegung untergraben würden.
Parallel wurde Mainardi kunsthistorisch tätig und befasste sich mit der Geschichte des Quilt, den sie als essenziell weiblichen Zweig der Textilkunst verstanden wissen wollte. Entsprechende Artikel publizierte sie zunächst 1973 im feministischen Magazin Ms. und im Feminist Art Journal, bevor sie ihre Arbeit erweiterte. 1978 veröffentlichte sie schließlich eine Studie der Quilts als Kunstform in Buchform. Daran schloss Mainardi eine kunsthistorische Promotion an, die sie 1984 an der City University of New York mit der Erlangung des Doktorgrades erfolgreich abschloss. Ihre unter Linda Nochlin und John Rewald verfasste Dissertation befasste sich mit der Kunstgeschichte des zweiten Französischen Kaiserreiches 1852 bis 1870 mit besonderem Fokus auf die Weltausstellungen 1855 und 1867. Zwei Jahre später, im Jahr 1986, wurde sie zur Professorin der Kunstgeschichte und Frauenforschung an der doctoral faculty der Graduate School der City University of New York berufen. Als Gastprofessorin wirkte sie in den nächsten Jahrzehnten zusätzlich auch an der Harvard University, der Princeton University, dem Williams College und dem Pariser Institut national d’histoire de l’art. Parallel führten sie Fellowships unter anderem an das Metropolitan Museum of Art und das Yale Center for British Art. 2012 wurde sie an der City University of New York emeritiert. Anschließend war sie während des akademischen Jahres 2012/2013 Gastprofessorin an der kunsthistorischen Abteilung der New York University. 2014 wurde sie zum Ritter des französischen Ordre des Palmes Académiques ernannt, 2017 mit dem Distinguished Teaching of Art History Award der College Art Association geehrt.
Als Kunsthistorikerin interessiert sich Mainardi hauptsächlich für die europäische Kunstgeschichte des 18. und 19. Jahrhunderts, daneben auch für den Modernismus in Europa und den Vereinigten Staaten. Aspekte der Frauenforschung spielen in ihrem kunsthistorischen Schaffen eine bedeutende Rolle. Im Laufe ihrer akademischen Karriere publizierte sie dabei ihre Forschung in mehreren Monografien. Zunächst veröffentlichte sie 1987 ihre Doktorarbeit als Monografie, für die sie mit dem Charles Rufus Morey Book Award der College Art Association ausgezeichnet wurde. Ihre nächste Forschungsarbeit widmete sich der institutionellen Geschichte des Salon de Paris und insbesondere dessen Niedergang in den 1870er Jahren am Anfang der Dritten Französischen Republik und mündete 1993 in der Publikation einer weiteren Monografie mit dem Titel The End of the Salon. Zehn Jahre später legte sie mit Husbands, Wives, and Lovers eine Kulturgeschichte der Institution der Ehe im Frankreich der Restauration (1814/1815–1830) vor. Später forschte sie insbesondere zur Druckkultur illustrierter Literatur. Daraus ergab sich 2017 eine umfangreiche Monografie zu kommerzieller Literaturillustration in Europa und Amerika des 19. Jahrhunderts.

## Veröffentlichungen
- Quilts: The Great American Art. Miles & Weir, San Pedro 1978. ISBN 0917300017.
- Art and Politics of the Second Empire: The Universal Expositions of 1855 and 1867. Doktorarbeit. Yale University Press, New Haven 1987. ISBN 0300038712.
- The End of the Salon: Art and the State in the Early Third Republic. Cambridge University Press, Cambridge 1993. ISBN 0-521-43251-0.
- Husbands, Wives, and Lovers: Marriage and Its Discontents in Nineteenth Century France. Yale University Press, New Haven 2003. ISBN 0-300-10104-X.
- Another World: Nineteenth-Century Illustrated Print Culture. Yale University Press, New Haven 2017. ISBN 9780300219067.